# NGC 7468
NGC 7468 est une galaxie elliptique particulière située dans la constellation de Pégase. Sa vitesse par rapport au fond diffus cosmologique est de 1 723 ± 26 km/s, ce qui correspond à une distance de Hubble de 25,4 ± 1,8 Mpc (∼82,8 millions d'al). NGC 7468 a été découverte par l'astronome germano-britannique William Herschel en 1784.
NGC 7468 présente une large raie HI. NGC 7468 est une galaxie dont le noyau brille dans le domaine de l'ultraviolet. Elle figure dans le catalogue de Markarian sous la désignation MK 314.
On pense que la morphologie particulière de NGC 7468 résulte d'une fusion galactique avec une galaxie naine riche en gaz, aujourd'hui disparue,.
À ce jour, seule une mesure non basée sur le décalage vers le rouge (redshift) donne une distance d'environ 28,900 Mpc (∼94,3 millions d'al), ce qui est à est légèrement l'extérieur des valeurs de la distance de Hubble.

## Groupe de NGC 7448
Selon A. M. Garcia, NGC 7468 est membre du groupe de NGC 7448. Ce groupe de galaxies renferme au moins 8 membres. Les autres galaxies du groupe sont NGC 7448, NGC 7454, NGC 7464, NGC 7465, UGC 12313, 12321 et 12350.
Deux publications parues en 1991 et 1992 à propos du groupe de NGC 7448, rajoutent à ce dernier la galaxie spirale NGC 7463,. Sachant que NGC 7463 forme un système de galaxies en interaction gravitationnelle avec NGC 7464 et UGC 12313 (deux membres du groupe selon Garcia),, il est donc probable qu'elle en soit membre. De plus, dans un article publié en 1998, l'astronome arménien Abraham Mahtessian inclut également NGC 7463 dans le même groupe que NGC 7468.
Dans un article publié en 2006, Chandreyee Sengupta et Ramesh Balasubramanyam font aussi mention du groupe de NGC 7448 avec les mêmes galaxies que Garcia et NGC 7463 ne s'y trouve pas . Toutes les galaxies de ce groupe sont de faible émettrice de rayon X. Avec une distance de Hubble égale à Il est donc douteux que NGC 7463 fasse partie de ce groupe dont la distance moyenne est de 29,2 ± 2,4 Mpc (∼95,2 millions d'al) comparé à une distance moyenne du groupe de NGC 7448, il est douteux que cette galaxie en fasse partie.